# Сольдаен, Христофор Фёдорович
Христофор Фёдорович Сольдан (Солдан, Сольдаен) (1784—1829) — российский военачальник, генерал-майор Русской императорской армии.

## Биография
Выходец из Голландии.
Капитан Батавской службы. В 1803 году в чине капитана и в качестве секретаря батавского посольства прибыл в Санкт-Петербург. Поступил на русскую службу 16 августа 1803 года подпоручиком в лейб-гвардии Конный полк.
Участник кампании 1805 года.
15 января 1807 принял присягу на вечное подданство России. 
В том же году произведён в Штабс-ротмистры, в 1808 году — в Ротмистры.
12 октября 1811 года произведён в Полковники.
Участник кампании 1812 года. При Бородино он командовал своим эскадроном и за отличие был награждён орденом Святого Владимира 4-й степени с бантом. На втором этапе войны участвовал в битве при Тарутино, под Малоярославцем, под Красным.
Участник кампаний 1813 и 1814 года.
31 января 1816 года был назначен командиром Малороссийского кирасирского полка.
Генерал-майор с 8 февраля 1818 года. Последняя должность — командир 1-й бригады 2-й гусарской дивизии. Скончался от болезни в 1829 году во время войны с Турцией в лагере под Шумлой.

## Награды
- Орден Святого Георгия 4-й степени (13.03.1814) (за сражение при Фер-Шампенуазе)[2][4].
- Орден Святого Владимира 4-й степени с бантом (1812) (за сражение под Бородиным)[2].
- Орден Святого Владимира 3-й степени (1824)[4].
- Орден Святой Анны 2-й степени (1813) (за Кульмское сражение)[2][4].
- Орден Святой Анны 3-й степени (1806) (за сражение под Аустерлицем)[2].
- Орден Святой Анны 4-й степени[4].
- Орден Святого Станислава 3-й степени.
- Прусский Знак Отличия Железного креста[4].
- Прусский Pour le Mérite (за сражение при Фер-Шампенуазе)[2][4].
- Австрийский орден Леопольда малого креста (за сражение при Фер-Шампенуазе)[2][4].
- Баварский Военный орден Максимилиана Иосифа 3-й степени[4].

## Семья
- 1-й брак — Анна (?) Николаевна Хитрово (позднее 1806 — ранее 1827), дочь генерал-майора Н. З. Хитрово.
- 2-й брак (1827) — Вера Яковлевна Мерлин (28.04.1790 — 02.02.1856), дочь генерал-майора Я. Д. Мерлина, вдова полковника Петра Александровича Есипова
  - дочь Александра (1828—1840).